# Пшиленк (Зволенський повіт)
Пшиленк (пол. Przyłęk) — село в Польщі, у гміні Пшиленк Зволенського повіту Мазовецького воєводства.
Населення — 501 особа (2011).
У 1975-1998 роках село належало до Радомського воєводства.

## Демографія
Демографічна структура станом на 31 березня 2011 року:
|          | Загалом | Допрацездатний вік | Працездатний вік | Постпрацездатний вік |
| -------- | ------- | ------------------ | ---------------- | -------------------- |
| Чоловіки | 252     | 60                 | 160              | 32                   |
| Жінки    | 249     | 60                 | 117              | 72                   |
| Разом    | 501     | 120                | 277              | 104                  |